# Subkambriska peneplanet

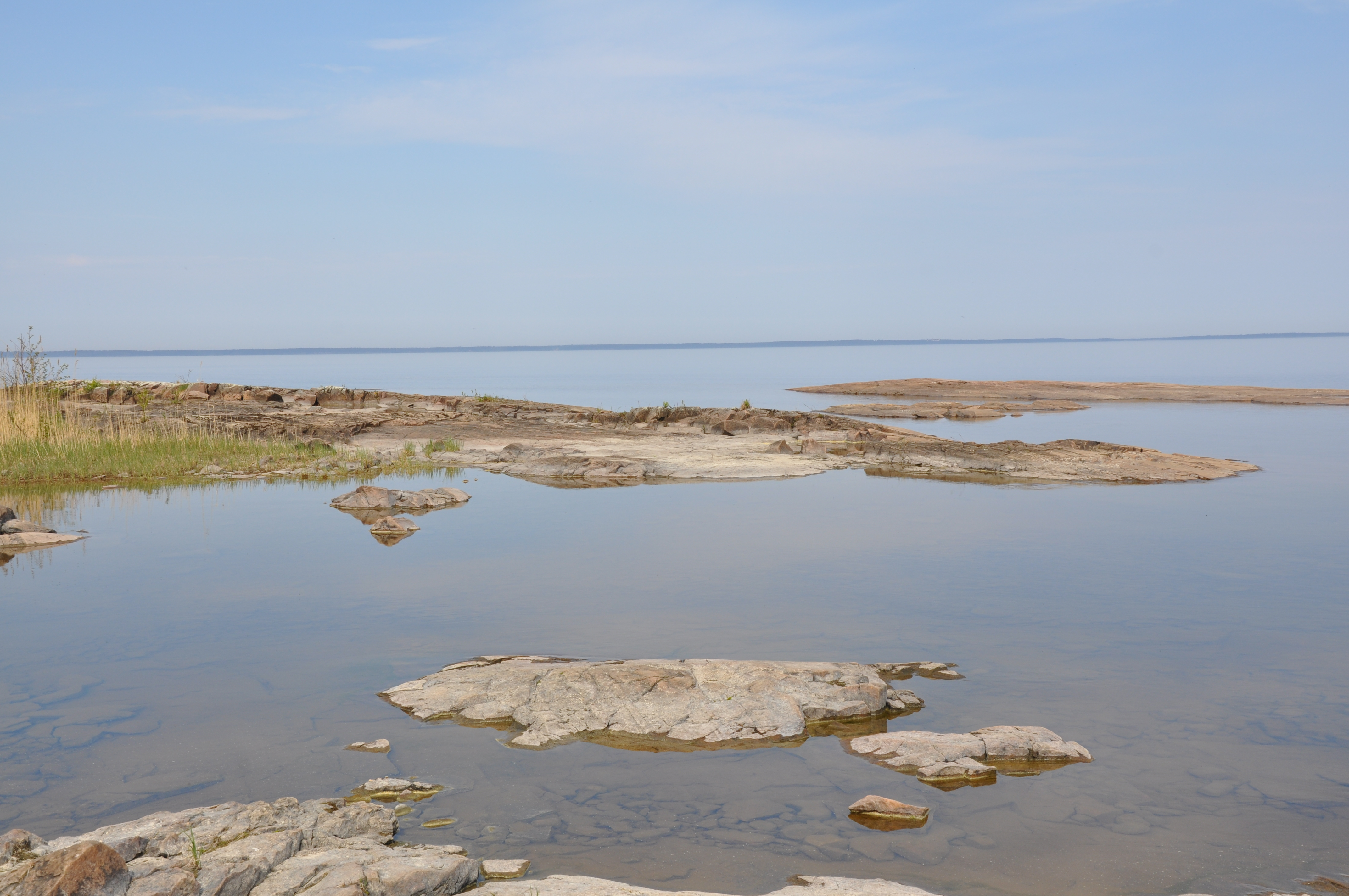
Bild av den extremt flacka ytan av peneplanet vid Vänern nära Kinnekulle.

Subkambriska peneplanet är en flack urbergsyta, ett så kallat peneplan, som täcker stora delar av Sverige, Finland, Norge och nordvästra Ryssland. Peneplanet bildades genom erosion i Neoproterozoiskt tid. Rester av ovanliggande sedimentära bergarter av kambrisk ålder visar att peneplanet översvämmades av ett grunt hav under tidig Paleozoikum. Erosion har till stor del frilagt peneplanet från sedimenttäcket i Sveriges fastland. Mot öst lutar peneplanet in under Kambriska och andra Paleozoiska bergarter som finns i Östersjön och Baltikum. De frilagda delarna av peneplanet är extremt flacka med höjdskillnader under 20 m. Sub-Kambriska peneplanet är ett primärt peneplan då det är det äldsta identifierbara peneplanet i sitt område. Det innebär också att merparten av övrig relief i Fennoskandiska urbergsskölden måste ha tagit form med Subkambriska peneplanet som utgångspunkt.
Ytan identifierades först av Arvid Högbom 1910, senare bidrog Sten Rudberg 1954 med den första kartan som visade dess utbredning i Sverige. Kartläggandet har förfinats av Karna Lidmar-Bergström sedan 1980-talet.

## Utbredning
Sumbkambriska peneplanet utbreder sig som ett stort sammanhängande bälte längs Sveriges östkust med hela 700 km från Norrland till Blekinges östra utkant. I flera områden är peneplanet splittrat av ett mängd dalar, både stora och små. Detta är fallet i trakterna kring Stockholm, Hudiksvall och Höga Kusten där så kallade sprickdalslandskap finns. I Höga Kustens fall är det ett storskaligt sprickdalslandskap som klyver ett upplyft och delvis borteroderat peneplan. Isolerade partier av peneplanet finns i Norrlands inland, till exempel vid Hornberget och sydöstra Stöttingfjället.
I södra Sverige kan peneplanet spåras in till krönet av Sydsvenska höglandet där det är söndrat av sprickdalar. I Sydsvenska höglandet utgör peneplanet den högsta nivån av det trappstegsrelief (piedmonttreppen) som kännetecknar stora delar av Småland. Bort från krönet av höglandet lutar peneplanytorna mot nordväst i Västergötland, mot nordöst i  Östergötland och mot öst i östra Småland. I Småland avgränsas peneplanet mot väst av en erosionsbrant som återfinns bland annat strax öst om Växjö. Denna erosionsbrant skiljer det lutande Subkambriska peneplanet från det vågräta Sydsmåländska peneplanet.

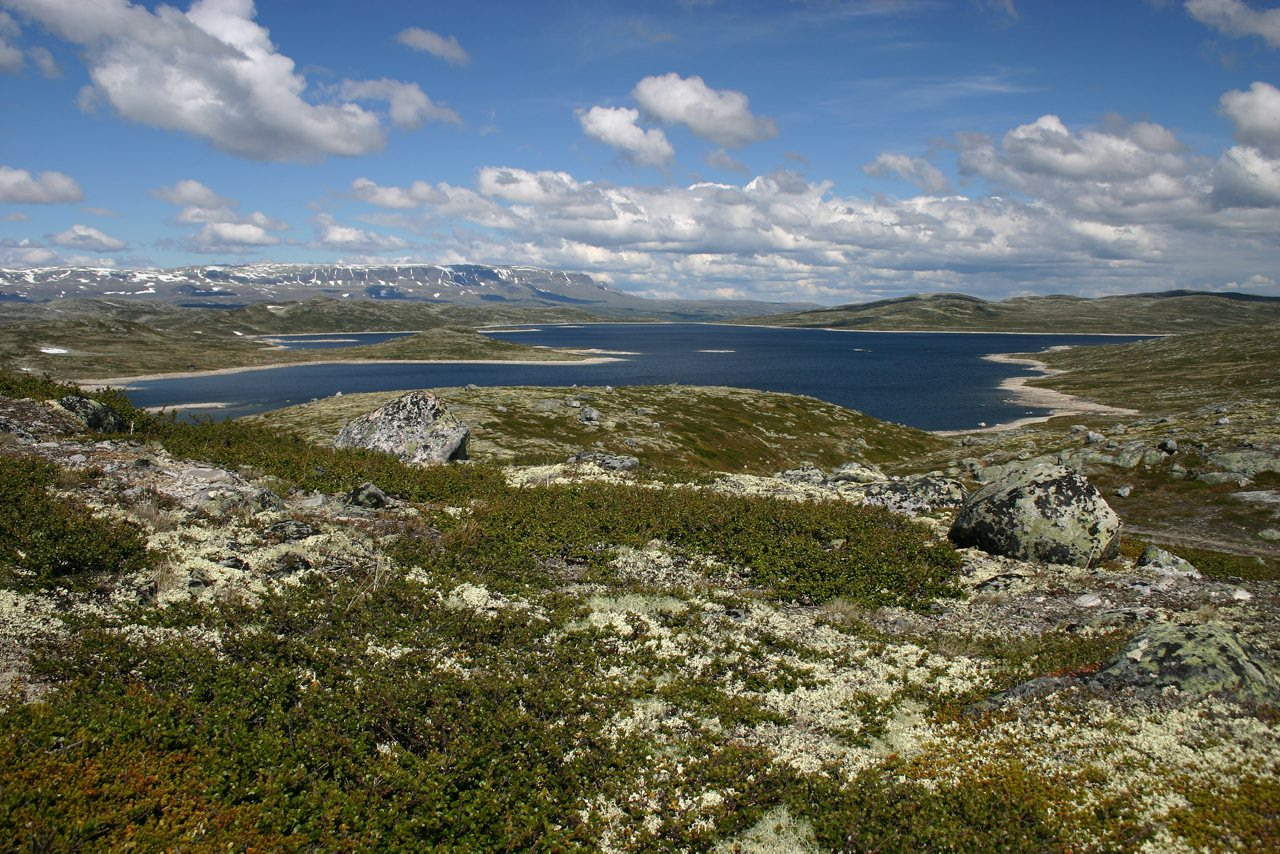
Hardangervidda, ett högslätt i Norge, antas vara en upplyft del av Subkambriska peneplanet.

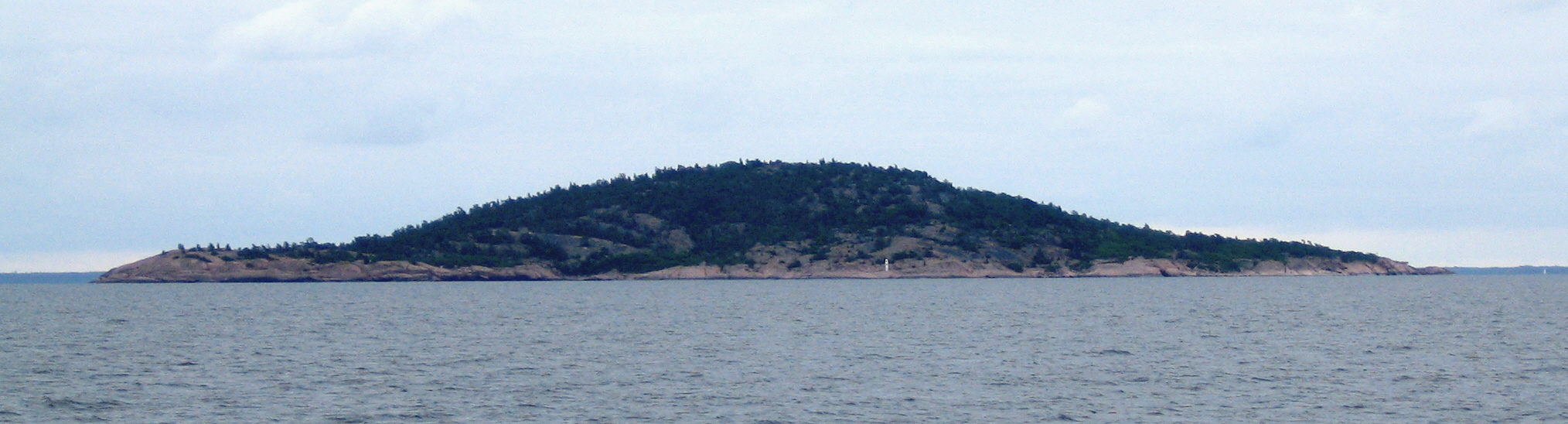
Blå Jungfrun, en inselberg och ö bildad i anslutning till peneplanet.

I Mellansvenska sänkan sträcker sig peneplanet 450 km i öst-västlig riktning från Östersjön till Västkusten. Det är oklart dock om peneplanet når Bohuslän på så sätt att topparna i landskapet bildar ett mönster av toppkonstans. En annan tvetydig situation återfinns i centrala Halland där peneplanet tycks vara sammansmält med andra ytor. I Norge anses delar av Paleiska ytan ingå i Subkambriska peneplanet. Bildandet av Skanderna i Mesozoisk och Kenozoisk tid har upphöjt peneplanet i Norge som är söndrat av NNE-SSV-gående förkastningar. Den 1 100 m höga Hardangervidda är ett exempel på Subkambriska peneplanet i Norge.
I nordvästra Finland utgör österbottniska slätten en fortsättning av Subkambriska peneplanet. Öster om södra Sverige försvinner peneplanet under ett mäktigt täcke sediment i form av ett geologisk diskordans. Diskordansen sträcker sig under östeuropeiska plattformen in under bland annat Öland, Gotland och Baltikum. Utsträckningen som diskordans har verifierats genom borrhålsprovningar och seismiska profiler.
I stor skala är inte peneplanet riktigt platt. Subkambriska peneplanet har blivit deformerat av isostatiska krafter som respons på samspelet mellan nedtyngande Fanerozoiska sedimentavlagringar och erosionen. Peneplanet kännetecknas av att ha få inselberg. Ön Blå Jungfrun är ett undantag. Den bildades i Prekambrisk tid men var sedan länge täckt av sedimentära bergarter. Erosion under sen geologisk tid har frilagd ön från täckberget.

## Ursprung
Analyser av jotnisk sandsten tyder på att merparten av Baltiska skölden har haft en svag relief redan i Mesoproterozoisk tid. Trots att geologer har antytt existensen av subjotniska peneplan bevarade fram till nutiden har endast mycket små ytor vid Sveg, Västerdalälven och Dalälven säkerställts som subjotniska. Det flacka landskapet på vilket den jotniska sandstenen avsattes blev rubbat av den svekonorwegiska bergskedjebildningen för cirka 1000 miljoner år sedan efter vilket landskapet åter började eroderas till flacka ytor.
Subkambriska peneplanet bildades under tiden efter 600 miljoner år sedan men före den Kambriska transgresionen. Urberget hade haft temperaturer på över 100° C innan erosion exponerade det vid ytan av det nybildade peneplanet. Geomorfologen Karna Lidmar-Bergström och hennes medarbetare utgår från att peneplanet bildades vid änden av en erosionscykel med ett tämligen kort föregående fas av dalbildning. Subkambriska peneplanet ska ha graderat mot dåvarande havsnivå. Eftersom det saknades vegetation under prekambrisk tid förmodas erosion via sheet wash ha varit betydande så att extensiva pediment bildades. Sheet wash ska också ha bidragit till att hindra att djupa vittringsprofiler bildades. Detta stämmer överens med att kaolinvittringen som har påträffas i peneplanytan inte uppnår mer än ett par meters djup.

## Sedimentärt täckberg
Peneplansytans extrema flackhet ledde till att peneplanytorna under den kambriska transgressionen snabbt hamnade under havsnivån och att grunda inlandshav bildades i olika omgångar. Reliefen som bildades över de avsatta sedimenten var ännu jämnare då oregelbundenheter begravdes. Den tidiga kambriska sandstenen som täcker peneplanet och som återfinns i södra Norge, Skåne och Bornholm har med störst sannolikhet aldrig omarbetat. Detta betyder att sedimenten eroderades från urberget, vittrade och maldes ned utan något betydande uppehåll förran det avsattes och blev så småningsom sandsten. Ursprungsområdet för sandstenens material är närliggande urberg så som Transskandinaviska Magmatiska Bältet och Sveconorvegiska och Gotiska orogeneserna.